# اکبر امینی
اکبر امینی ارمکی (زاده ۱۲ فروردین ۱۳۵۶)، فعال مدنی جنبش سبز و زندانی سیاسی است.

## بازداشت
پس از انتخابات ریاست جمهوری سال ۱۳۸۸ در یکم تیرماه سال ۸۸ بازداشت شد و به سلولهای انفرادی ۲۰۹ منتقل گردید و با اتهام تبلیغ علیه نظام و اقدام علیه امنیت کشور به ۲ سال حبس محکوم گردید.
بازداشت در اردیبهشت سال ۸۹ و انتقال به بازداشتگاه پلیس امنیت تهران

### بازداشت در ۲۵ بهمن ماه ۱۳۸۹
در صبح روز ۲۵ بهمن ۱۳۸۹، اکبر امینی، با در دست داشتن پرچمی سبز و عکس‌های جان باختگان اعتراضات جنبش سبز از جرثقیلی واقع در چهارراه قصر تهران بالا رفته و موجب تجمعات اولیه مردم در تظاهرات ۲۵ بهمن ماه ۱۳۸۹ در این محل شد. ماموران امنیتی با آوردن خانواده او به محل و تهدید آنها، او را مجبور به پایین آمدن از بالای جرثقیل کردند. وی گردن خود را با طناب آبی به جرثقیل بسته بود تا در صورت دخالت ماموران به دار آویخته شود. وی پس از پایین آمدن از جرثقیل توسط ماموران امنیتی دستگیر شد.
پس از بازداشت اکبر امینی خانواده او توسط نیروهای امنیتی تحت فشار برای انجام مصاحبه با صدا و سیما و اعلام عدم ثبات روانی اکبر بودند، و تهدید شدند که امکان دارد حکم اعدام نیز برای وی صادر گردد.
حسین امینی، برادر او در اسفند ماه ۱۳۸۹ به طرز مشکوکی درگذشت. اکبر امینی دربارهٔ مرگ بردارش می‌گوید:"من فکر می‌کنم برای اینکه اینها بتوانند خانوادهٔ مرا در یک سکوت و انزوا قرار بدهند این فشار را بر روی برادر کوچکتر من آوردند و تا به حال هم پاسخ ندادند و گفتند شما هیچ مصاحبه‌ای در مورد برادرتان انجام ندهید تا ما خودمان پیگیری کنیم و علت مرگ را پرس و جو کنیم و به شما اطلاع دهیم من به آنها گفتم شما خودتان بهتر می دانید که چگونه برادرم فوت کرده است. در آخر هم دادگاه به ما گفت این جوان بر اثر مصرف قرص‌های روان گردان فوت کرده است."
ابراهیم نکونام، رئیس کمیسیون اصل نود مجلس، در جریان قرائت گزارش مجلس از وقایع ۲۵ بهمن ۱۳۸۹، ادعا کرده بود: "سران فتنه داخلی علی‌رغم اطلاع از حمایتهای خارجی نه تنها فراخوان خود را لغو نکردند بلکه بر راهپیمایی غیرقانونی اصرار کردند. برای این منظور جوانی را با دوبار سابقه دستگیری به بالای جرثقیل فرستادند تا شعارهایی به نفع جریان سبز ارائه دهد و رسانه‌های خارجی آن را نمایش دهند."
او بیش از تظاهرات ۲۵ بهمن ماه ۱۳۸۹ نیز در اعتراضات مردم ایران به نتایج انتخابات ریاست جمهوری (۱۳۸۸) بازداشت شده بود.
او پس از دو ماه زندانی بودن در بازداشتگاه ۲۰۹ وزارت اطلاعات به بند ۳۵۰ زندان اوین منتقل شد.
امینی به مدت شش ماه در بندهای ۲۰۹ و ۳۵۰ زندان اوین در بازداشت به سر می‌برد. سرانجام و در زمانی که او به قید وثیقه آزاد شده بود در دادگاهی در شعبه ۲۶ دادگاه انقلاب اسلامی به ریاست قاضی پیرعباسی از همه اتهامات خود تبرئه شد.

### بازداشت در ۲۱ بهمن ۱۳۹۰
او در تاریخ ۲۱ بهمن ۱۳۹۰ مجدداً دستگیر شد. بازداشت کنندگان با استناد به حکم قاضی رشته احمدی و به دلیل مصاحبه اکبر امینی با رسانه‌ها نظیر مصاحبه با مسیح علی‌نژاد اقدام به بازداشت دوباره وی کردند.

### بازداشت در ۴ شهریور ماه ۱۳۹۱
اکبر امینی مجدداً در تاریخ چهارم شهریور نود و یک بازداشت شد.

https://web.archive.org/web/20120919220308/http://www.drkhazali.com/index.php/1388-11-13-14-14-13/231-1388-11-13-13-52-05/1953-1391-06-04-21-54-02.html
بازداشت در ۱۷ خردادماه سال ۱۳۹۲ بصورت پیشگیرانه، یکهفته قبل از انتخابات ریاست جمهوری سال ۹۲ که در نهایت نزدیک به چهار ماه در سلولهای انفرادی زندان اوین نگهداری شد و در ادامه با پرونده سازی به اتهام تبلیغ علیه نظام یکسال حبس و به اتهام اجتماع و تبانی به قصد اخلال در امنیت کشور به ۴ سال حبس دیگر محکوم گردید.